# Horní Lysečiny
Horní Lysečiny (německy Ober Kolbendorf) je malá vesnice, část obce Horní Maršov v okrese Trutnov. Nachází se asi 4,5 km na sever od Horního Maršova. V roce 2009 zde bylo evidováno 34 adres. V roce 2001 zde trvale žilo 5 obyvatel.
Horní Lysečiny je také název katastrálního území o rozloze 5,4 km².

## Historie
První písemná zmínka o obci pochází z roku 1541.

## Pamětihodnosti
- Kaple Narození Páně. Malá zděná kaplička bez omítky stojí u cesty z Horních Lysečin k Lysečinské boudě. Dříve byla uváděna jako Kneifelova kaple. Vznikla nejspíše jako ochranná kaple – tyto malé sakrální objekty stavěli horalé na místech daleko od lidských obydlí a v nepříznivém počasí se lidé do kaple mohli schovat. Kaple dlouhá desetiletí chátrala, až se z ní stala zřícenina. V roce 2001 byla kaplička i s jejím okolím opraveny. Interiér kaple zdobí velkoplošná freska, na které je znázorněno Narození Krista. Po stranách tohoto výjevu jsou vyobrazeny koledníci z Krkonoš i z celého světa, na klenutém stropě je vymalováno 27 andělů. Freska je malovaná do vlhké omítky a celkem pojímá přes 50 postav, autorkou je malířka a restaurátorka Kateřina Krhánková s dcerami.[7][8]

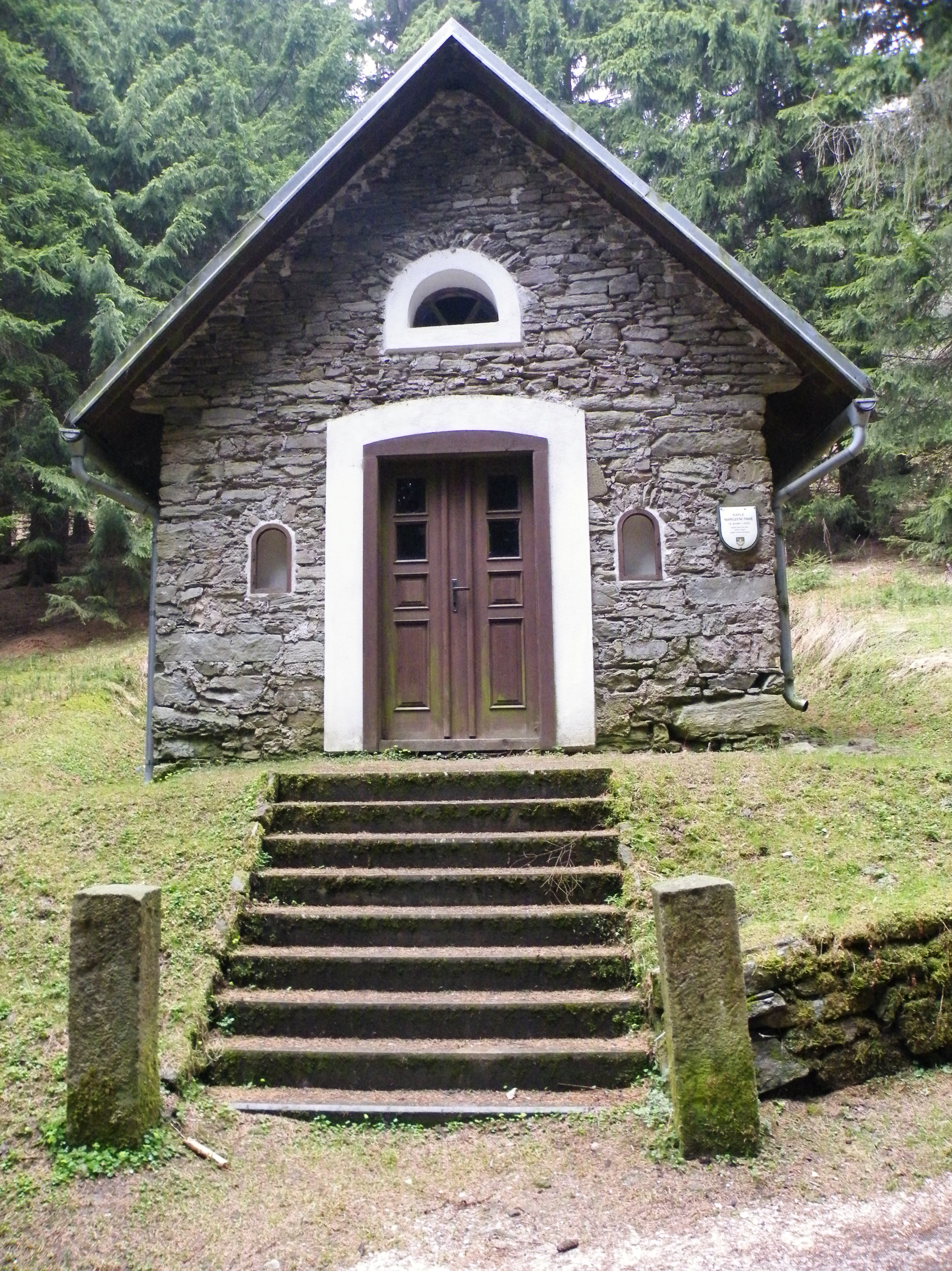
Kaple Narození Páně – průčelí
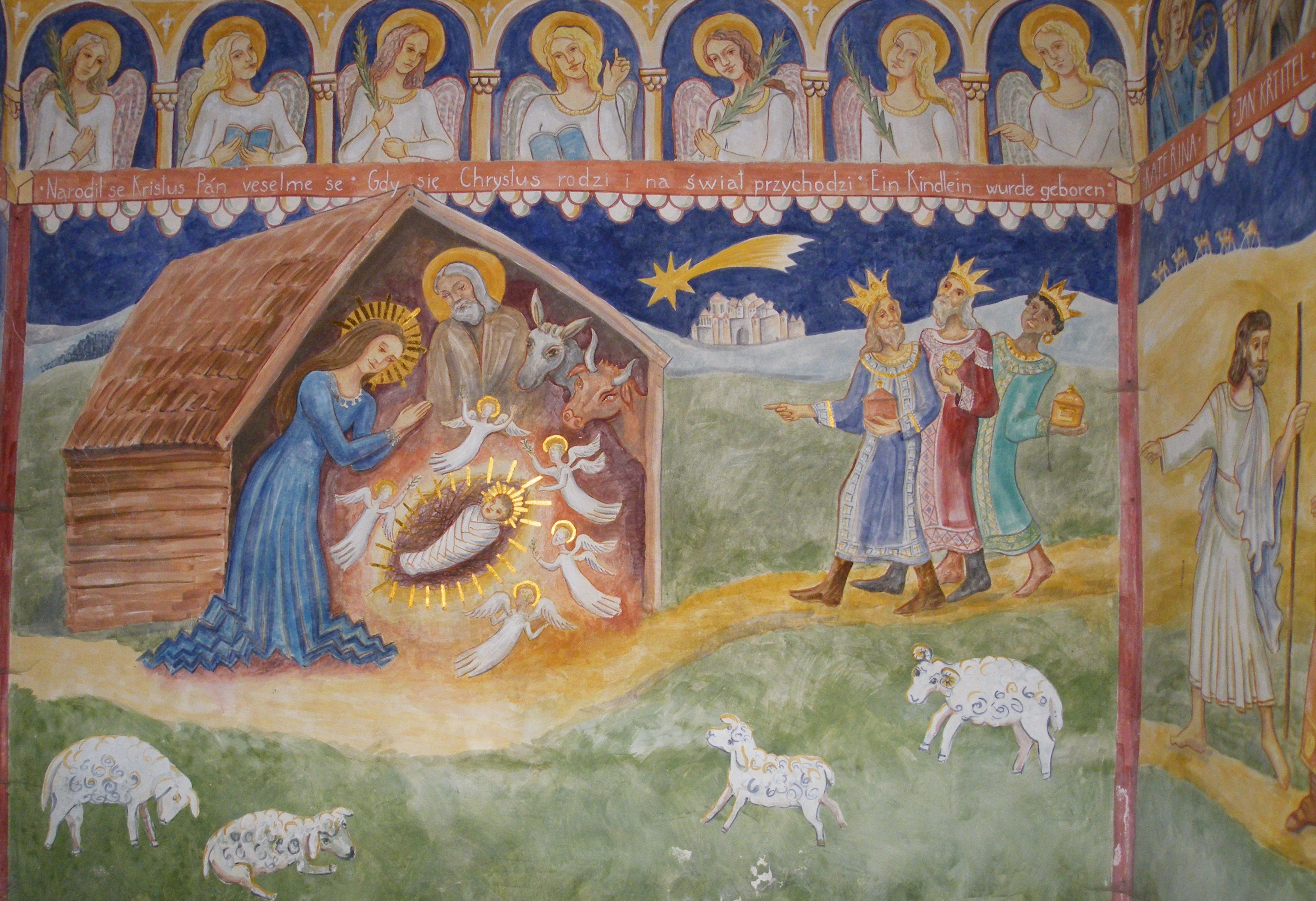
Kaple Narození Páně – malby v interiéru